# Eparchia di Chișinău

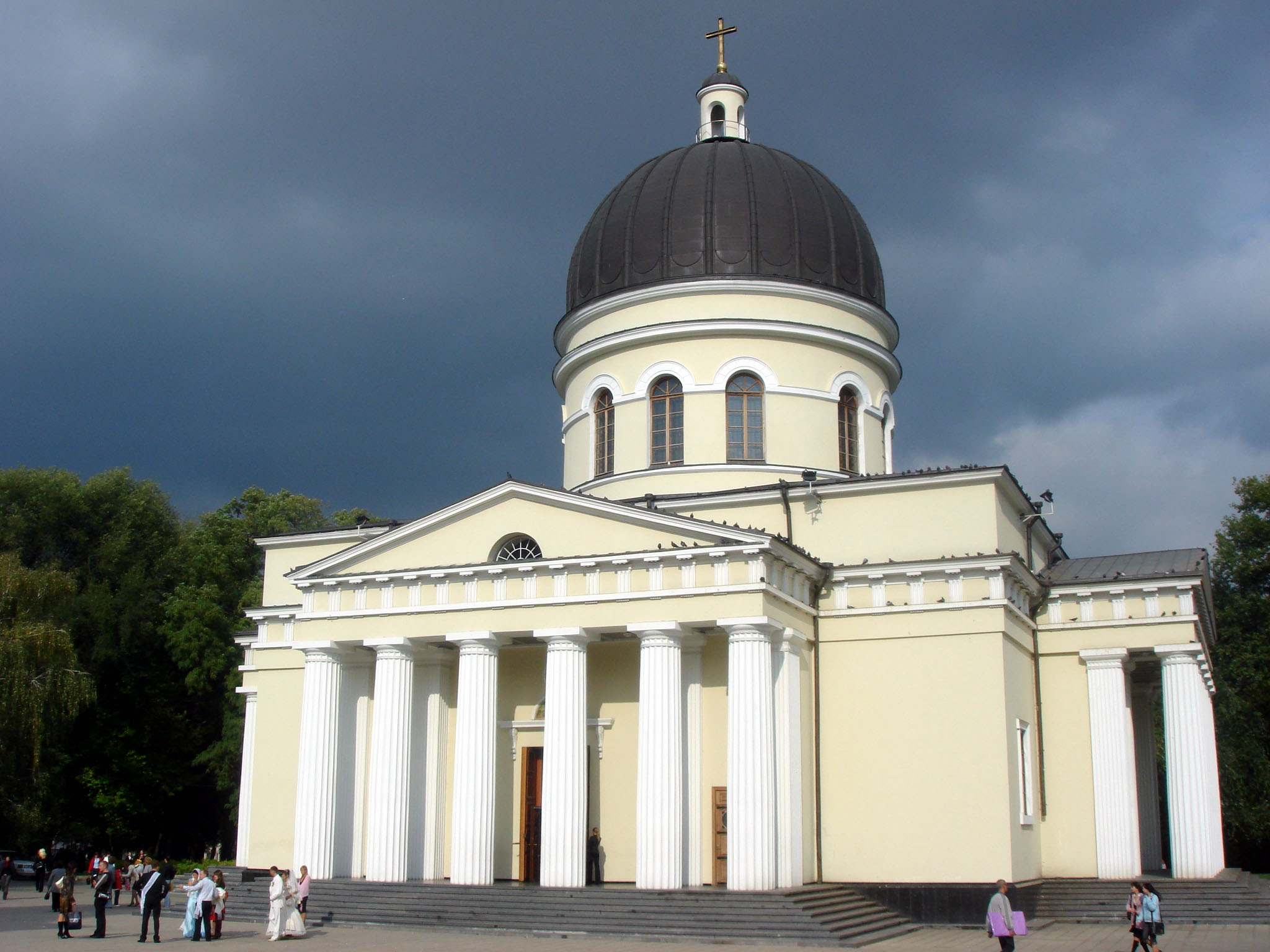
Cattedrale della Natività

L'eparchia di Chișinău o anche metropolia di Chișinău e di tutta la Moldavia (in romeno Eparhia Chișinăului, in russo Кишинёвская епархия?) è stata eretta nel 1813 per decisione del Sinodo della chiesa ortodossa russa. Ha sede nella città di Chișinău, in Moldavia, dove si trova la cattedrale della Natività del Signore.
Da non confondere con l'arcieparchia di Chișinău che fa parte della Chiesa ortodossa romena dal 1992 anche se anch'essa fa riferimento alla fondazione di questa eparchia nel 1813 perché questo territorio fece parte del Regno di Romania tra le due guerre mondiali (e quindi anche della Chiesa romena dal 1923 al 1941).

## Storia
L'eparchia è stata ufficialmente istituita nel 1813 e le è stato conferito il titolo di Metropolia. Il 3 luglio 1821 è stata elevata ad arcieparchia.
Nel 1918, dopo l'annessione della Bessarabia da parte della Romania, le autorità rumene hanno imposto l'annessione della comunità ortodossa locale nella chiesa ortodossa romena, incontrando l'opposizione dell'arcivescovo Anastasios di Chisinau (Gribanovsky), costretto per questo a lasciare l'eparchia (divenne in seguito il capo della cosiddetta Chiesa ortodossa russa fuori dalla Russia dal 1936 al 1964). Con il passaggio della Bessarabia sotto l'Unione Sovietica, il Patriarcato di Mosca ha ripreso la gestione spirituale della chiesa ortodossa.
Dopo aver ottenuto l'indipendenza nel 1991 la Moldavia, la questione della sua possibile adesione della Romania ha riaperto il contenzioso tra le due chiese sulla giurisdizione sui fedeli moldavi. L'8 settembre 1992 il congresso del clero dell'eparchia ha deciso quasi all'unanimità di continuare a far parte della chiesa ortodossa russa, parallelamente la metropolia di Bessarabia, espressione della chiesa ortodossa rumena ha rivendicato una propria giurisdizione.
Il 5 ottobre 1992 l'eparchia di Chișinău ha ottenuto l'autonomia da Mosca ed è stata elevata a metropolia della chiesa ortodossa moldava. In seguito, attraverso lo scorporo dal territorio dell'eparchia, sono sorte sei nuove eparchie dipendenti da essa: il 7 luglio 1998 l'eparchia di Cahul, il 6 ottobre 1998 l'eparchia di Edineț e l'eparchia di Tiraspol, il 6 ottobre 2006 l'eparchia di Balti e l'eparchia di Ungheni, il 30 maggio 2024 l'eparchia di Soroca.